# Begonia macrocarpa
Espèce
Synonymes
- Begonia bruneelii De Wild.[1]
- Begonia gouroana A.Chev.[1]
- Begonia latistipula Engl.[1]
- Begonia macrocarpa var. pubescens H.K.Krauss[1]
- Begonia pseudimpatiens Gilg[1]
- Begonia romeensis De Wild.[1]
- Begonia simii Stapf[1]
- Begonia zenkeri Warb. ex Exell[1]

Begonia macrocarpa est une espèce de plantes de la famille des Begoniaceae.
L'espèce fait partie de la section Filicibegonia.
Elle a été décrite en 1895 par Otto Warburg (1859-1938).

## Répartition géographique
Cette espèce est originaire des pays suivants : Cameroun ; Congo ; Cote D'Ivoire ; Gabon ; Ghana ; Guinée ; Libéria ; Nigéria ; Sierra Leone ; Zaire.

## Liste des variétés
Selon Tropicos (20 février 2017) (Attention liste brute contenant possiblement des synonymes) :
- variété Begonia macrocarpa var. macrocarpa
- variété Begonia macrocarpa var. pubescens H.K. Krauss